# Андраш Баторі (конюший)
Андраш III Баторі (угор. Báthori András, д/н — 1495/1496) — державний діяч Угорського королівства.

## Життєпис
Походив зі впливового угорського клану Баторі, роду Баторі-Ечед. Син Іштвана IV Баторі, королівського судді, від Маргрит Таркої або Урсули Кістаполчаї. Протягом 1412—1418 років супроводжував батька в його закордонних поїздках Європою.
1457 року призначено ішпаном Сатмарського комітату (до 1494 року). 1458 року одружився з Борбалою з невідомої родини, але того ж року вона померла під час пологів. Того ж року призначено королівським стольником й ішпаном комітату Середній Сольнок.
1460 року отримав посаду королівського конюшого. 1462 року одружився з Доротою, представницею впливового роду Вардаї. Приблизно в середині 1480-х років після смерті другої дружини (точна дата невідома) одружився втретє, з Джуліанною Драгфі.
1490 року призначено одним з коронних гвардійців (відповідав за охорону корони Святого Іштвана. 1491 року стає ішпаном комітатів Сабольч (до 1494 року) й Зеранд. За різними відомостями, помер 1495 або 1496 року.

## Родина
1. Дружина — Борбала.
Діти:
- Борбала (д/н—1503), дружина Іштвана Перені

2. Дружина — Дорота, донька Міклоша Вардаї.
Діти:
- Орсоля (д/н—після 1499), дружина Яноша Перені
- Дйордь (д/н—1531), головний королівський конюший
- Іштван (1488/1490—1530), палатин Угорщини

3. Дружина — Джуліанна Драгфі
Діти:
- Андраш (д/н—1534), королівський скарбничий
- Міклош (д/н—після 1491)
- Джуліанна (д/н—після 1506)
- Євфрозіна (д/н—після 1506)